# Silapadi
Silapadi es  ciudad censal situada en el distrito de Dindigul en el estado de Tamil Nadu (India). Su población es de 17824 habitantes (2011). Se encuentra a 9 km de Dindigul y a 59 km de Madurai.

## Demografía
Según el censo de 2011 la población de Silapadi era de 17824 habitantes, de los cuales 8966 eran hombres y 8858 eran mujeres. Silapadi tiene una tasa media de alfabetización del 86,69%, inferior a la media estatal del 85,60%: la alfabetización masculina es del 91,77%, y la alfabetización femenina del 81,58%.